# 新赖谢瑙
新赖谢瑙（德語：Neureichenau，發音：[nɔʏˌʁaɪçəˈnaʊ]）是德国巴伐利亚州下巴伐利亚行政区弗赖翁-格拉弗瑙县的市镇，总面积46.37平方千米，2023年12月31日总人口为4,462人。